# Eriogonum apiculatum
Eriogonum apiculatum är en slideväxtart som beskrevs av S. Wats.. Eriogonum apiculatum ingår i släktet Eriogonum och familjen slideväxter. Inga underarter finns listade i Catalogue of Life.